# Atopophlebia fortunensis
Atopophlebia fortunensis is een haft uit de familie Leptophlebiidae. De wetenschappelijke naam van de soort is voor het eerst geldig gepubliceerd in 1976 door Flowers.
De soort komt voor in het Neotropisch gebied.